# Слохини
Слохини (укр. Слохині́) — село в Хыровской городской общине Самборского района Львовской области Украины.
Население по переписи 2001 года составляло 515 человек. Занимает площадь 1,579 км². Почтовый индекс — 82051. Телефонный код — 3238.
В селе проживает 515 жителей (данные на 2001). Расположен на реке Стрвин. Первое упоминание о селе относится к 1501 году.
В 1921 году в них проживало около 432 жителей. До 1932 года село входило в Старосамборский повет Львовского воеводства. 1 апреля 1932 Старосамборский повет был расформирован а его территория включена в Самборский повет.